# Charly (Rodan)

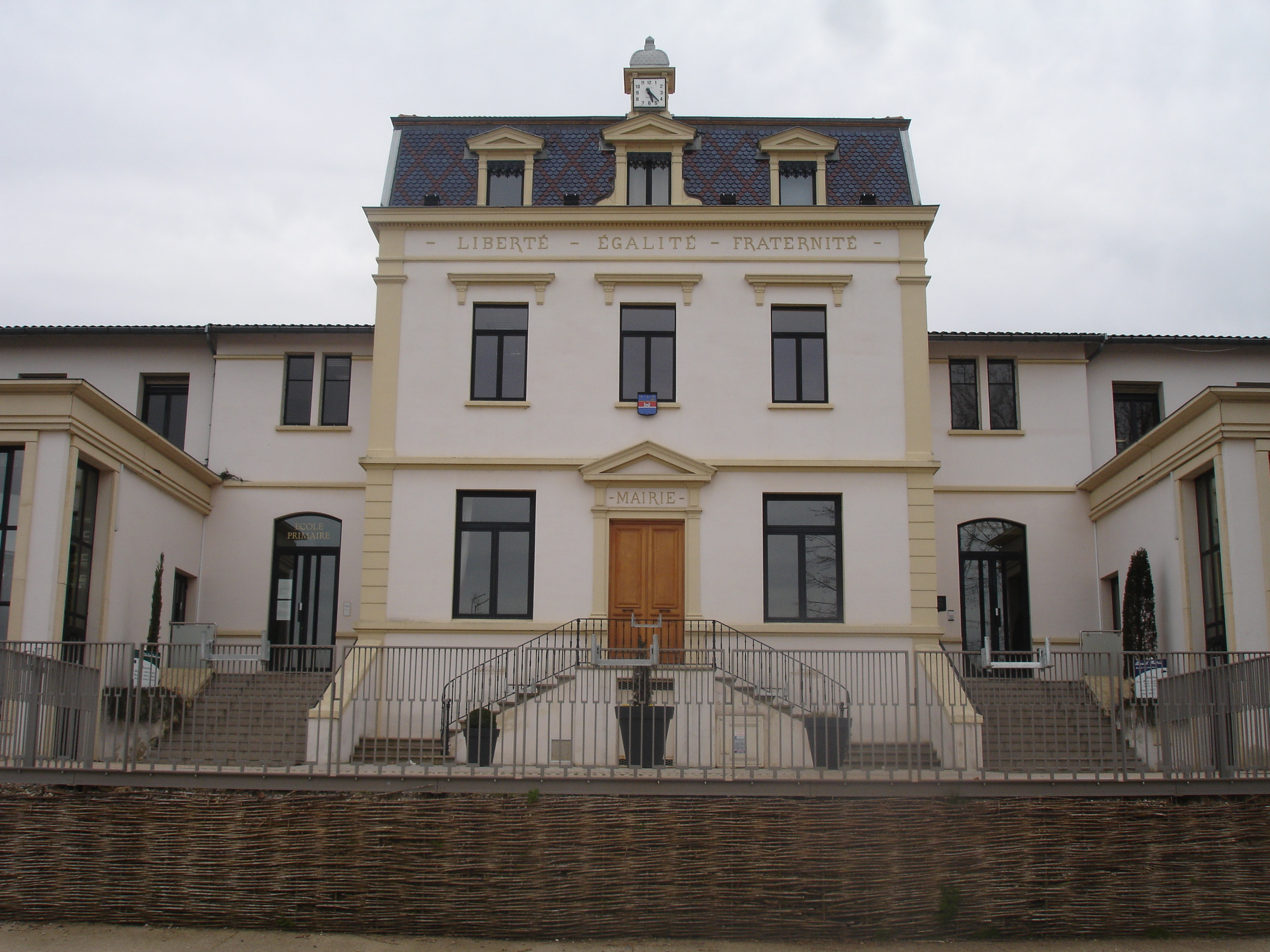
Ratusz w Charly, 2010

Charly – miejscowość i gmina we Francji, w regionie Owernia-Rodan-Alpy, w departamencie Rodan.
Według danych na rok 1990 gminę zamieszkiwały 3233 osoby, a gęstość zaludnienia wynosiła 635 osób/km² (wśród 2880 gmin regionu Rodan-Alpy Charly plasuje się na 272. miejscu pod względem liczby ludności, natomiast pod względem powierzchni na miejscu 1508.).